# Vértigo (álbum de Sugarless)
Vértigo es el último álbum de estudio de la banda española de rock Sugarless que incluía vídeos de sus actuaciones en el Viña Rock del 2003 y una camiseta de la banda.

## Álbum

### Lista de canciones
1. "L.O.D.O."
2. "Guantánamo"
3. "Vértigo"
4. "Desayuno sin diamantes"
5. "A las armas"
6. "Barco pirata"
7. "La espina"
8. "Pollo al ajillo"
9. "Normal (?)"
10. "Gigante"
11. "Nuestro ghetto"

### Vídeos en directo
1. "Más de mi"
2. "Cada milímetro"
3. "Esa historia"
4. "El patio"
5. "Asegúramelo"
6. "Más Gas"

## Videoclips
- "Guantánamo"

## Créditos
- Ivahn (voz).
- Joseba (bajo).
- Frankie (guitarra).
- Samuel (batería).

- Datos: Q6165239